# Australisch cricketelftal (mannen)
Het Australisch cricketelftal is het cricketteam dat het land Australië vertegenwoordigt. Het is het land met de grootste erelijst, in maart 2015 werden de Australische cricketers voor de vijfde keer wereldkampioen.

## Successen
Australië is samen met Engeland het oudste testcricketland, zij schreven geschiedenis door deze eerste onderlinge testwedstrijd in 1877 in Melbourne te winnen. Deze testwedstrijden met Engeland zijn bekend als The Ashes. In de geschiedenis van het testcricket blijkt Australië het beste qua totaal aantal overwinningen, winst-verlies-verhouding en winstpercentage.
Australië is het succesvolste land op de  wereldkampioenschappen. In 1975 werd de WK finale nog verloren van West-Indië, maar het elftal werd daarna vijf keer wereldkampioen. De eerste keer in 1987 tegen Engeland, daarna in 1999 tegen Pakistan, in 2003 tegen India, in 2007 tegen Sri Lanka en in 2015 tegen Nieuw-Zeeland. Ondertussen werd er nog een finale verloren in 1996 toen Sri Lanka te sterk was.
In de voormalige ICC Champions Trophy, te vergelijken met een tweede wereldkampioenschap, werd Australië eerste in 2006, door de West Indies te verslaan. Het succes werd drie jaar later in eigen land herhaald.
De beste plaats op het Wereldkampioenschap Twenty20, dat sinds 2007 wordt gehouden, is de tweede plaats in 2010. 

## Resultaten op internationale toernooien

### Wereldkampioenschap
| 1975 · Tweede 1979 · Eerste ronde 1983 · Eerste ronde 1987 · Winnaar | 1992 · Eerste ronde 1996 · Tweede 1999 · Winnaar 2003 · Winnaar | 2007 · Winnaar 2011 · Kwartfinale 2015 · Winnaar 2019 · Halve finale |

### Wereldkampioenschap Twenty20
| 2007 · Halve finale 2009 · Eerste ronde | 2010 · Tweede 2012 · Halve finale | 2014 · Tweede ronde 2016 · Tweede ronde |

### Wereldkampioenschap testcricket
| 2021 · Onderweg |

### Overige belangrijke toernooien
| ICC Champions Trophy | ICC World Cup Qualifier (ICC Trophy)       | Gemenebestspelen | Austral-Asia Cup                                         |
| --- | ------------------------------------------ | ---------------- | -------------------------------------------------------- |
| - 1998: Kwartfinale - 2000: Kwartfinale - 2002: Halve finale - 2004: Halve finale - 2006: Winnaar - 2009: Winnaar - 2013: Eerste ronde - 2017: Eerste ronde | - 1979-2018: Direct voor WK gekwalificeerd | - 1998: Tweede   | - 1986: Eerste ronde - 1990: Tweede - 1994: Halve finale |